# Andogyrus puncticollis
Andogyrus puncticollis là một loài bọ cánh cứng trong họ van Gyrinidae. Loài này được Ochs miêu tả khoa học năm 1954.